# Morpho coeruleodentatus
Morpho coeruleodentatus är en fjärilsart som beskrevs av Le Moult 1933. Morpho coeruleodentatus ingår i släktet Morpho och familjen praktfjärilar. Inga underarter finns listade i Catalogue of Life.